# Alexandru Chipciu
Alexandru Mihăiță Chipciu, född 18 maj 1989 i Brăila, är en rumänsk fotbollsspelare som spelar för rumänska Universitatea Cluj. Han har även representerat Rumäniens landslag.